# Durrat al-Bahrain
Durrat al-Bahrain (arabisch درة البحرين, DMG Durrat al-Baḥrain ‚Perle Bahrains‘; auch Durrat Al Bahrain) ist nach den Amwaj-Inseln die größte künstliche Inselgruppe in Bahrain. Baubeginn war 2004.
Das auf 6 Milliarden US-Dollar konzipierte Projekt wird aus insgesamt 15 großen künstlichen Inseln bestehen, bei einer Gesamtfläche von 20.000.000 m². Es beinhaltet unter anderem sechs hufeisenförmige Atolle, fünf fischgeformte Inseln und zwei halbmondförmige Inseln. Die Pläne für die fertiggestellten Inseln enthalten 5-Sterne-Hotels, einen Golfplatz mit 18 Löchern, 12 Brücken und einen Yachthafen. Der Yachthafen wird sich über drei der Inseln und eine Landfläche von ca. 700.000 m² erstrecken. Die geplanten Kosten hierfür belaufen sich auf ungefähr 1,3 Milliarden US-Dollar.
2019 waren alle fünf fischförmigen Inseln und vier der sechs hufeisenförmigen Inseln mit Villen besiedelt. Die überwiegende Anzahl der Immobilien wird – wenn überhaupt – am Wochenende benutzt. In der Woche haben die meisten Restaurants auch geschlossen. Die Inseln sind eine „Gated Community“ und werden bewacht. Nur Inhaber der Villen und ihre angemeldeten Besucher werden reingelassen. Die Kontrollen sind besonders am Wochenende sehr strikt. Auf Atoll 4 haben viele Mitglieder der Königsfamilie eine oder mehrere Villen. Durrat al Bahrain ist bekannt für seine Strände oberhalb eines jeden Fisches und im inneren der Atolle. Die gärtnerisch sehr gut gepflegten Inseln haben den Ruf eines Millionärsanwesen und gelten als Oase. Die Eigentümer müssen hohe Kosten für den Unterhalt aufwenden. So zahlt der Inhaber eines 1000-m²-Grundstücks 3.300 BHD (ca. 7.700 EUR) im Jahr für den Unterhalt der Straßen und Anlagen.
Der Yachthafen ist ein gemeinsames Projekt von Durrat Khaleej Al Bahrain und Tameer. Seit 2017 besteht erst ein sehr kleiner Yachthafen auf dem Festland. Hier werden auch Hochhäuser gebaut. Die Anlage nennt sich Durrat Marina und ist offen für Besucher. Die Zufahrt erfolgt von Brücke 5 des King Hamad Highways. Eigentümer der Durrat Marina haben keinen Zugang zu den Anlagen von Durrat al Bahrain.
Arbeiten an dem Projekt wurden 2008 aufgrund von Unstimmigkeiten bei den Gehaltsvorstellungen unterbrochen. Arbeiter, welche am Bauort in Arbeitslagern untergebracht waren, sind in Streik gegangen, verlangten höhere Löhne und beschwerten sich über schlechte Lebensbedingungen. Der Streik wurde später beendet und das Entwicklungsprojekt teilweise fertiggestellt. Auch 2019 wird gebaut. Derzeit entstehen Villen auf den Zubringern und auch der Halbmond wird in Angriff genommen.

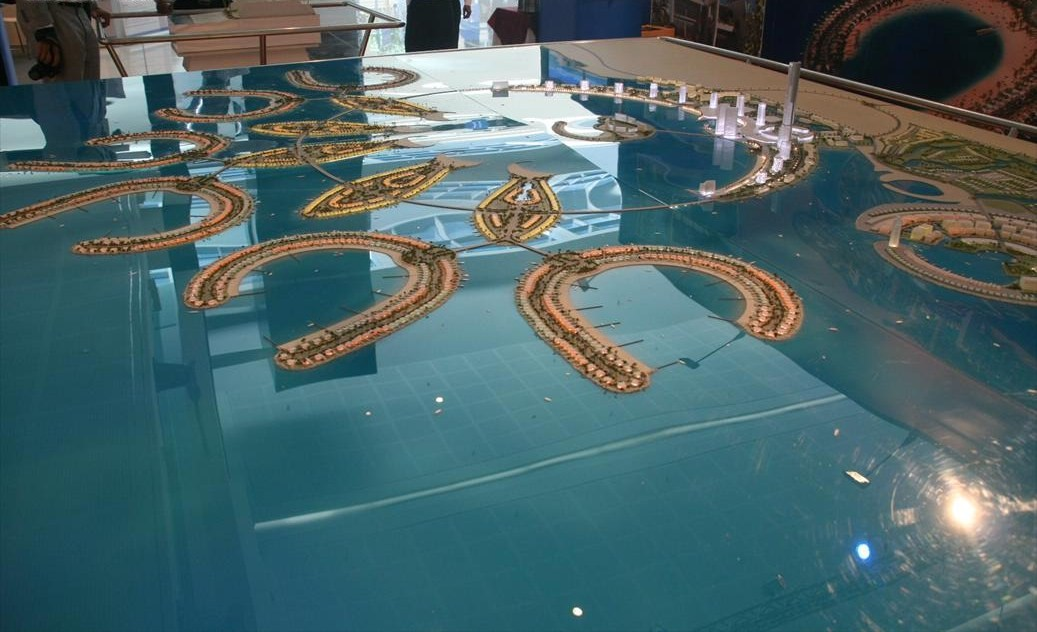
Model von Durrat al-Bahrain, vorgestellt auf der Cityscape Abu Dhabi 2007.
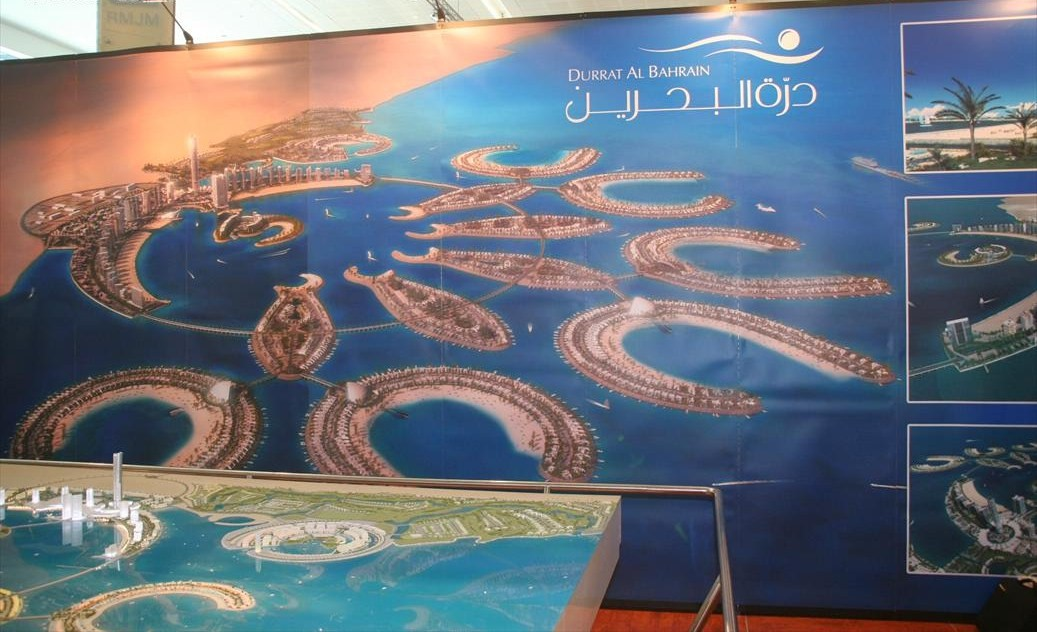
Werbeplakat der Inseln.
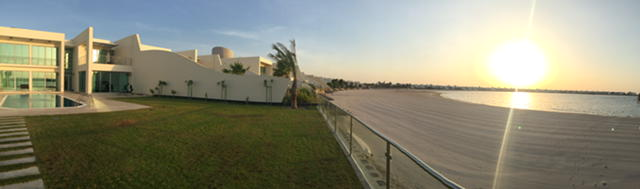
Villa in Durrat al Bahrain.